# Elend
Elend es una banda perteneciente al dark ambient formada en Francia en 1993 por los compositores e instrumentistas Iskandar Hasnawi (Francia) y Renaud Tschirner (Austria). El nombre de la banda, en alemán significa ‘miseria’. Su música puede describirse como gótica y orquestral, o neoclásica.

## Estilo
En un principio los álbumes utilizaban samplers y sintetizadores para crear un denso y aterrorizante sonido orquestral. En los álbumes recientes de Winds Cycle, el sonido de Elend se ha ampliado; han incorporado elementos industriales y ahora cuentan casi completamente con instrumentos acústicos y orquestas de cámara en lugar de sintetizadores, proporcionándoles un sonido más llenos y natural.
La música de Elend es a menudo clasificada como metal debido a que en un principio, habían firmado con Holy Records, quien sacaba casi exclusivamente música metal, también se debe a que han tenído miembros antiguamente en bandas de metal. Su sonido ha sido algunas veces muy violento, conteniendo una dura y atonal disonancia y gritos, voces tormentosas, pero nunca han sido metal.
The Winds Cycle iba a consistir en cinco álbumes, sin embargo se cambió a una trilogía antes del lanzamiento de A World In Their Screams.
En una entrevista con una revista Francesa expuesta en junio de 2007 en su página web, Iskander Hasnawe indicó que los costes y las dificultades de la grabación de la música de orquesta relacionada con Elend había hecho imposible continuar con su proyecto. Ambos compositores continuarán con sus proyectos personales, incluyendo L'Ensemble Orphique.

## Miembros

### Actuales
- Iskandar Hasnawi: Varios Instrumentos (1993—presente)
- Renaud Tschirner: Varios instrumentos (1993—presente)
- Nathalie Barbary: Voces Soprano (1995—presente)
- Sébastien Roland: Teclado, programación (1997—presente)
- David Kempf: Violín (2000—presente)
- Esteri Rémond: Voces Soprano (2003—presente)

### Pasados
- Eve-Gabrielle Siskind: Voces Soprano (1994—1995)

## Discografía
Officium Tenebrarum
1. Leçons de Ténèbres (Holy Records, 1994)
2. Les Ténèbres du Dehors (Holy Records, 1996, lanzado posteriormente en 2001 con una pista adicional)
3. The Umbersun (Music for Nations, 1998)

Winds Cycle
1. Winds Devouring Men (Holy Records/Prophecy Productions, 2003)
2. Sunwar the Dead (Holy Records/Prophecy Productions, 2004)
3. A World in Their Screams (23 de abril de 2007)

Otros
1. Weeping Nights (Holy Records, 1997)

- Datos: Q1327978